# Ain't Complaining (brano musicale)
Ain't Complaining è un singolo del gruppo rock Status Quo pubblicato nel marzo del 1988.

## Il disco
È la traccia di apertura dell'omonimo album, e viene composta dal chitarrista Rick Parfitt insieme al produttore Pip Williams.
Il brano costituisce una mirabile fusione tra i classici toni boogie rock da sempre offerti dalla band e le nuove sofisticazioni sonore abbracciate sul finire degli anni ottanta: accattivanti riff di chitarra si accompagnano a batterie sintetiche ed effetti vocali e sonori di vario genere, creando un prodotto di avanguardia musicale sotto il profilo della pura sperimentazione.
Il singolo viene elaborato in diverse versioni (tra cui una più estesa della durata di quasi sette minuti) e pubblicato in più formati, sia in edizione vinile che (per la prima volta) CD.
Il prodotto si piazza al n. 19 delle classifiche inglesi.

## Tracce
1. Ain't Complaining (Extended) - 6:37 - (Parfitt/Williams)
2. That's Alright - 3:31 - (Rossi/Frost/Parfitt)
3. Lean Machine - 3:37 - (Rossi/Parfitt)
4. In the Army Now (Re-mix) - 4:44 - (Bolland/Bolland)

## Formazione
- Francis Rossi (chitarra solista, voce)
- Rick Parfitt (chitarra ritmica, voce)
- Andy Bown (tastiere, chitarra, armonica a bocca, cori)
- John 'Rhino' Edwards (basso, voce)
- Jeff Rich (percussioni)

## Classifiche
- Nuova Zelanda: 3°
- Austria: 5°
- Irlanda: 8°
- Regno Unito: 19°

### British singles chart
| Posizione | 37 | 22 | 19 | 20 | 24 | 42 | 73 | uscito |